# Michele Aramini
Michele Aramini (ur. 1953) – profesor nauk politycznych i teologii moralnej, wykładowca teologii na Mediolańskim Uniwersytecie Katolickim (Università Cattolica di Milano). Jest specjalistą w dziedzinie bioetyki, a także autorem licznych publikacji, tłumaczonych na wiele języków, m.in.: „La procreazione assistita. Scoprire il senso di un nuovo modo di nascere” (1999); „Pacs, matrimonio e coppie omosessuali. Quale futuro per la famiglia” (2007); „Bioetica e religioni” (2007).

## Publikacje dostępne w Polsce
- Michele Aramini: Bioetyka dla wszystkich. Kraków: Wydawnictwo eSPe, 2011, s. 340. ISBN 978-83-7482-388-3.